# Jérusalem-Est
Jérusalem-Est (en arabe : Al-Quds ash-Sharqiya ; en hébreu romanisé : Mizraa Yerushalayim) est le secteur de Jérusalem situé à l'Est de la ligne verte (ligne d'armistice du 3 avril 1949), et faisant partie des territoires palestiniens occupés. Il est conquis et occupé par l'armée israélienne depuis 1967, et annexé unilatéralement par Israël. Selon la loi internationale, Jérusalem-Est est considérée comme une partie de la Cisjordanie et, par conséquent, comme un territoire occupé,. La communauté internationale considère également les colonies israéliennes de peuplement à Jérusalem-Est comme illégales au regard du droit international,.
Jérusalem-Est comprend la vieille ville, d'une superficie restreinte d'environ un kilomètre carré, et abritant de nombreux sites religieux importants pour les trois grandes religions abrahamiques (judaïsme, christianisme et islam), notamment le mont du Temple (avec la mosquée Al-Aqsa), le mur des Lamentations, le dôme du Rocher, l'église du Saint-Sépulcre, etc.
En 2020, Jérusalem-Est comptait 595 000 habitants, dont 361 700 (61 %) sont des Palestiniens - plus de 98 % étant musulmans, environ 16 000 étant chrétiens - et 234 000 (39 %) sont des colons israéliens,.
Dans le cadre du plan de partage de la Palestine adopté par l'assemblée générale des Nations unies le 29 novembre 1947, Jérusalem est envisagée comme une ville internationale (un corpus separatum). Elle est cependant divisée par la guerre de 1948 qui suit la déclaration d'indépendance de l'État d'Israël. Après les accords d'armistice du 3 avril 1949, la moitié occidentale de la ville passe sous contrôle israélien, tandis que sa moitié orientale, contenant la célèbre vieille ville, passe sous le contrôle de la Jordanie. Puis, à compter du 7 juin 1967, au cours de la guerre des Six Jours de 1967, toute la ville est sous contrôle israélien. La partie orientale de Jérusalem, ainsi qu'une zone de 64 km2 de terres cisjordaniennes – dont 28 villages – est annexée par Israël. Celle passe alors de 6 km2 à 70 km2. Enfin, le 30 juillet 1980, par une loi fondamentale, le parlement israélien déclare « Jérusalem unifiée », capitale de l'État d'Israël.
L'occupation et l'annexion par Israël depuis le 7 juin 1967 du secteur Est de Jérusalem ont été constamment condamnées par le Conseil de sécurité des Nations unies et par la communauté internationale, à l'exception notable des États-Unis qui se sont abstenus lors du vote des résolutions 476 et 478 du Conseil de sécurité en 1980.
Un certain nombre d’États reconnaissent Jérusalem-Est comme capitale de l’État de Palestine, comme l'Argentine, le Brésil, la Chine, la Russie, les 57 membres de l'Organisation de la coopération islamique, tandis que d'autres États (tels que l'Australie, la France, la Finlande et d'autres) considèrent Jérusalem-Est comme la « future capitale de la Palestine », et comme un « territoire occupé ».
Les définitions palestiniennes et israéliennes de Jérusalem-Est sont différentes. Pour la partie palestinienne, l'occupation du secteur Est de Jérusalem le 7 juin 1967 est nulle et non avenue, car elle est uniquement le résultat d'un fait de guerre, gagnée par l'armée israélienne. La conquête de Jérusalem-Est n' a donc aucune valeur pour le droit international et les diverses mesures prises par la partie israélienne afin d'augmenter la surface de Jérusalem et d'annexer des villages anciennement sous compétence jordanienne autour de Jérusalem sont nulles et non avenues, de surcroît illégales, étant le fait d'une puissance occupante. Pour la partie israélienne, Jérusalem-Est n'existe plus depuis la décision du 28 juin 1967 prise par le gouvernement israélien, déclarant de façon unilatérale qu'il n'y a plus de secteur Est dans Jérusalem, que le conseil municipal de Jérusalem-Est est dissout et que la municipalité de Jérusalem-Ouest, celle dirigée par Teddy Kollek, maire de Jérusalem-Ouest depuis 1965, est désormais compétente pour l'ensemble de la ville, qui avait été partagée depuis 1948 entre Israéliens et Jordaniens, en deux secteurs : Jérusalem-Ouest avec une superficie d'environ 38 km2 et Jérusalem-Est de 6 km2.
La politique de « discriminations systématiques et le régime de ségrégation » imposée par l’État israélien aux habitants palestiniens de Jérusalem-Est constitue un « apartheid » selon la Cour internationale de justice.

## Histoire récente de Jérusalem-Est

### Plan de partage de la Palestine voté par l'ONU en 1947
Le plan de partage de la Palestine fut adopté par l'ONU au moyen de la résolution no 181 le 29 novembre 1947 ; 33 pays votèrent pour, 13 votèrent non, 10 recoururent à l'abstention et un autre (le Siam ou Thaïlande) n'avait pas alors de représentation présente. Selon cette résolution, la ville de Jérusalem (ainsi que Bethléem), soit 2 % de la superficie de la Palestine mandataire, devait être placée sous juridiction internationale et devenir un corpus separatum, qui ne soit géré ni par le futur État juif prévu sur 54 % du territoire, ni par le futur État arabe, devant s'étendre sur 44 % de la superficie du territoire palestinien, les deux États étant prévus par le plan onusien élaboré au vu à d'un rapport présenté par le diplomate suédois Folke Bernadotte, envoyé spécial de l'ONU, et des travaux du Comité spécial des Nations unies sur la Palestine (connu sous ses initiales en anglais : UNSCOP), qui avait été créé par l'ONU en mars 1947.
Mais, lors de la première guerre israélo-arabe en mai 1948, les belligérants ne respectent pas cette résolution. Alors que les Israéliens contrôlent la partie ouest de la ville (soit environ 36 kilomètres carrés) dès la création de l’État juif le 14 mai 1948, la partie Est, d'une superficie d'environ 6 kilomètres carrés, passe en juin 1948 sous contrôle des forces armées de la Légion arabe jordanienne. L'armée israélienne va essayer lors de l'opération Kedem (en) de conquérir la partie Est le 16 juillet 1948 mais elle échoue à le faire. Jérusalem-Est compte environ 70 000 habitants et passe sous contrôle de facto du royaume hachémite de Jordanie formé depuis mai 1946.

### Guerre israélo-arabe de 1948 et division de Jérusalem
La résolution de l'ONU du 29 novembre 1947 n'est pas respectée par les protagonistes. Fin mai 1948, la Légion arabe jordanienne, commandée par le futur général Abdullah El Tell (en), conquiert la zone Est de Jérusalem et est victorieuse face aux forces armées israéliennes. A la même période, Jérusalem-Ouest est conquise par la jeune armée israélienne (Tsahal), qui a été créée par ordonnance du gouvernement provisoire israélien le 26 mai 1948 à partir de la Haganah, du Palmach et des groupes sionistes de droite Irgoun et Lehi. Côté Ouest, plus de la moitié de la population arabe palestinienne s’enfuit ou est expulsée. Côté Est, conquise par la Légion arabe, les habitants juifs - plus de 3000 personnes - sont expulsés de leurs maisons et doivent se rendre alors dans le secteur Ouest de Jérusalem, devenu secteur israélien. Leurs habitations sont soit détruites, soit pillées et près de 30 synagogues et écoles religieuses -yeshivas - sont détruites par les unités du génie de la Légion arabe jordanienne.
Après les accords d'armistice conclus à Rhodes le 3 avril 1949 entre le royaume hachémite de Jordanie et l’État juif, Israël se maintient sur tous les territoires qu'il a conquis au cours de la guerre israélo-arabe de 1948/1949. Israël gagne ainsi environ 23 % de la Palestine en plus de la superficie initiale du territoire juif prévu dans le plan de partage du 29 novembre 1947, qui devait représenter environ 55 % de l'ancienne superficie de la Palestine sous contrôle britannique. L’État juif détient ainsi, en avril 1949, 78 % de la superficie totale de la Palestine mandataire. Il est à noter que le e 15 mai 1948, le dernier représentant britannique (haut commissaire en Palestine) quitte la Palestine.
Dès 1950, Israël fait de Jérusalem-Ouest sa capitale de facto ; s'y implantent notamment les ministères, la présidence de l’État, la Grande Synagogue, la Cour suprême, l'Assemblée nationale ou Knesset, la Banque nationale, le musée d'Israël, le site du souvenir de l'Holocauste (Shoah en hébreu) : Yad Vashem, la direction générale de la police d'Israël, le nouvel hôpital de la Hadassah (avec en son sein la synagogue dont les décors ont été peints par Marc Chagall), les sièges des fédérations de kibboutz et de moshav, etc.
Une déclaration unilatérale du gouvernement israélien, faite dès le 31 janvier 1950, proclame Jérusalem comme étant la capitale de l’État d'Israël, créé le 14 mai 1948 à Tel-Aviv, par le Conseil du Yishouv présidé par David Ben Gourion. Le chef du gouvernement israélien avait déjà par deux fois, le 9 et 13 décembre 1949, précisé devant la Knesset que « Jérusalem était naturellement la capitale de l’État juif » ; ces deux affirmations n'avaient été contestées par aucun député présent, de toutes tendances politiques, lors de la première législature de la Knesset, à la suite des élections législatives de janvier 1949.
L’État d' Israël devient membre de l'ONU le 11 mai 1949 par 37 voix « pour », 12 voix « contre » et 9 absentions, après avoir été reconnu dès le 15 mai 1948 par l'Union soviétique, second pays à reconnaître l’État juif après les États-Unis (reconnaissance effectuée le 14 mai, selon la volonté expresse du président Harry Truman, 11 minutes seulement après la fin de la lecture de la proclamation d'Indépendance de l’État d'Israël au musée des Beaux Arts de Tel Aviv par David Ben Gourion, président du Yishouv), et la Grande-Bretagne, ayant également établi des relations officielles avec le nouvel État, également au lendemain de la fin du mandat britannique fixée au 15 mai, soit le 16 mai 1948. La France, qui avait pourtant soutenu les divers groupes sionistes sur son sol et qui avait permis le départ par exemple de bateaux d'armes et de munitions pour la Haganah et l'Irgoun, puis des bateaux d'immigrants clandestins, notamment le célèbre Exodus 1947 du port de Sète, reconnaît de facto l’État d'Israël, le 24 janvier 1949, par la lettre signée par M. Chauvel, alors directeur des affaires politiques du ministère des affaires étrangères (ayant reçu une délégation pour le faire, de la part de Robert Schumann, alors ministre en titre) adressée à M. Fisher, représentant de l’État d'Israël à Paris. La reconnaissance de jure par la France de l’État d'Israël aura lieu le 20 mai 1949.
À la même période, Jérusalem-Est, qui avait été conquise par les forces armées jordaniennes dès le 28 mai 1948 et qui a une superficie d'environ 6 kilomètres carrés comprenant notamment la vieille ville, est géré par le pouvoir jordanien puis annexé en 1950 par le royaume hachémite de Jordanie, en même temps que la Cisjordanie. Le roi de Jordanie y fait appliquer les mêmes lois et règlements que dans l'ancienne Transjordanie (située à l'est du Jourdain, devenue en mai 1946 royaume hachémite de Jordanie). Cet État, un émirat, avait été créé en avril 1921 par les Britanniques, au moment où la Société des Nations décide de confier au Royaume-Uni le mandat d'administration et de gestion d'une partie des terres de l'ancien Empire ottoman qui avait été défait en 1918 par les puissances alliées et qui deviendra après son effondrement en 1923, la république de Turquie avec comme dirigeant principal Kemal Atatürk.
Le 20 juillet 1951, le roi de Jordanie Abdallah Ier, qui s'était fait proclamer « roi de Palestine » le 1er décembre 1948 à Jéricho, est assassiné à Jérusalem devant la mosquée Al-Aqsa, par un jeune militant palestinien qui lui reprochait ses contacts passés jusqu'en avril 1948 avec des leaders sionistes, tel Chaïm Weizmann ou Golda Meïr.
Les nouvelles lignes d'armistice établies entre les belligérants ont été fixées le 3 avril 1949 à la conférence de Rhodes entre Israël et la Jordanie. L'État d'Israël a conquis environ 38 kilomètres carrés de Jérusalem, en juin 1948 et cette section de Jérusalem devient alors Jérusalem-Ouest. Les lignes d'armistice sont reconnues par l'essentiel de la communauté internationale. En revanche, l'annexion de la Cisjordanie et de Jérusalem-Est par la Jordanie ne furent reconnues entre 1950 et 1967 que par trois pays : le Royaume-Uni, l'Irak et le Pakistan.

### Guerre des Six Jours en 1967 et annexion israélienne de Jérusalem-Est

#### Conquête de Jérusalem-Est par les forces armées israéliennes
Lors de la guerre des Six Jours (5 au 10 juin 1967), Jérusalem-Est est conquise dès le 7 juin par les parachutistes de la 55e brigade d'infanterie de l'armée israélienne, commandée par le général Uzi Narkiss, ancien élève de l'École supérieure de guerre, ancien attaché militaire à l'ambassade de l'État d'Israël à Paris et premier directeur de l'école supérieure de guerre de l'armée israélienne.

#### Destructions et expulsions, pendant et après la guerre
Des excès de la part des deux parties sont constatés. D'un côté, les Israéliens découvrent l'ampleur des destructions et des profanations, pendant la période de gestion jordanienne, des lieux saints juifs situés dans l'ancienne zone Est de la ville. Le consul général de France, alors en fonction, en témoigne lui-même dès le 13 juillet 1967 : dans le camp militaire de la Légion arabe d'Al-Azarié, « les fondations, le dallage, les enceintes, les routes et les chemins intérieurs jusqu'aux lieux d'aisance [...] ont été construits dans une très grande mesure avec des pierres tombales juives provenant du mont des Oliviers et portant, bien visibles, les inscriptions funéraires ». Dans la vieille ville de Jérusalem, plus de 30 synagogues ont été incendiées et détruites par les Jordaniens lors de la guerre de 1948 ou immédiatement après la guerre. Côté palestinien, l'expulsion brutale de 3 000 réfugiés arabes qui avaient élu domicile dans l'ancien quartier juif après 1948, soulève l'émotion.
En outre, dans la nuit du 10 au 11 juin 1967, les habitants palestiniens du quartier des Magrébins, qui jouxte le mur des Lamentations, sont expulsés par l'armée israélienne et leurs 135 habitations détruites en deux jours environ ; il est proposé aux expulsés une indemnisation jugée ridicule par tous les habitants concernés (équivalent de quelques centaines de francs français de l'époque). Le professeur français Vincent Lemire détaille ces opérations et leur préparation dans son livre paru en fin janvier 2022 intitulé Au pied du Mur, vie et mort du quartier maghrébin de Jérusalem (1187/1967), paru aux éditions du Seuil.
La destruction des maisons n'est pas faite par des éléments du génie de l'armée israélienne mais elle est effectuée par des personnels de la société Solel Boneh (en), plus vieille société de construction et coopérative du bâtiment et des travaux publics fondée en 1921 par des immigrants juifs d'origine ashkénaze. Cette décision a été décidée dès le 9 juin 1967 par le maire travailliste Teddy Kollek, afin de créer un large lieu de rassemblement le long du mur des Lamentations, devant pouvoir accueillir jusqu'à 400 000 personnes par jour sur 100 000 m2. Auparavant, la surface pour aller prier le long du mur des Lamentations était équivalente à un chemin d'accès d'environ 60 mètres de long sur 4 mètres de large, bordée de maisons. À la suite de la destruction de ces bâtiments, se crée ainsi la grande place, près du Mur, qui permet aux Juifs de prier le long du Mur, vestige du Temple, détruit en l'an 70 par les Romains, à la fin de la première guerre judéo-romaine.
Il avait été prévu dans les conditions d'armistice entre la Jordanie et Israël conclues le 3 avril 1949 que les Juifs établis en Israël ou venant d'autres pays pourraient se rendre auprès du mur des Lamentations afin d'y prier, quand ils le désireraient, en groupe. Mais les autorités jordaniennes n'ont jamais respecté cette disposition à compter du 3 avril 1949, et ce jusqu'au 7 juin 1967, jour où Jérusalem-Est fut conquise par l'armée israélienne.

#### Statuts et administrations après l'annexion de 1967
La citoyenneté israélienne est proposée aux habitants arabes de Jérusalem-Est, dès sa prise de contrôle par l'armée, à compter du 7 juin 1967 ; un titre de résidence de couleur bleue est donné aux habitants arabes du secteur conquis, permettant aux détenteurs une libre circulation à Jérusalem mais ne les autorisant pas à accéder aux villes et villages de Cisjordanie occupée depuis le 10 juin 1967. Le titre accordé donne droit au système de santé et de sécurité sociale israélien. Toutefois, la quasi-totalité de la population arabe, alors de 85 000 habitants, préfère garder leur nationalité jordanienne, accordée aux habitants de Jérusalem-Est pendant la période sous contrôle jordanien (1948-1967).
Le 27 juin 1967, la Knesset vote la loi sur la protection des lieux saints qui affirme le libre accès aux lieux saints musulmans, chrétiens et juifs, tous situés dans l'ancien secteur jordanien de Jérusalem-Est, dans l'ancienne vieille ville.
Le 28 juin 1967, la municipalité arabe de Jérusalem-Est fait l'objet d'une dissolution par les autorités israéliennes, le personnel de l'ancienne municipalité jordanienne devant s'intégrer dans les services de la municipalité israélienne de la ville, dont le maire était Teddy Kollek. En cas de refus, les employés et cadres jordaniens ont fait l'objet de licenciements. Le conseil municipal de Jérusalem-Est n'existe plus et son maire, Ruhi Al Khatib, sera expulsé vers la Jordanie quelques mois plus tard, en mars 1968, en raison de son opposition à la dissolution des structures municipales de Jérusalem-Est ; il ne pourra jamais revenir à Jérusalem-Est, même à l'occasion de la grave maladie de sa femme, qui était restée, avec leurs enfants, dans l'ancien secteur de Jérusalem-Est. Après le 28 juin 1967, il n'existe plus, pour les autorités de l'État juif, qu'une seule municipalité : Jérusalem et un seul maire, celui qui était avant le 7 juin 1967 celui de Jérusalem-Ouest, Teddy Kollek, maire élu depuis 1965 de la partie occidentale de la ville et qui est alors une personnalité du parti travailliste israélien. En d'autres termes, Israël annexa de fait Jérusalem-Est ce jour-là.
Cette extension de la zone administrative de la municipalité de Jérusalem-Ouest s'applique à sa partie arabe (Jérusalem-Est). Dès le 4 juillet 1967, cette initiative est condamnée par la résolution 2253 de l'Assemblée générale des Nations unies, puis le 21 mai 1968 par la résolution 252 du Conseil de sécurité des Nations unies qui :
« réaffirm[e] que l'acquisition de territoire[s] par la conquête militaire est inadmissible » et que « toutes les mesures et dispositions législatives et administratives prises par Israël (…) qui tendent à modifier le statut juridique de Jérusalem sont non valables et ne peuvent modifier ce statut. »
La Grande-Bretagne a voté en faveur des deux résolutions et les États-Unis se sont abstenus, marquant ainsi leur opposition à l'expansion territoriale. En signe de protestation, les États-Unis et la Grande-Bretagne ont refusé de transférer leurs ambassades de Tel-Aviv à Jérusalem.

#### Extension des frontières municipales et colonisation

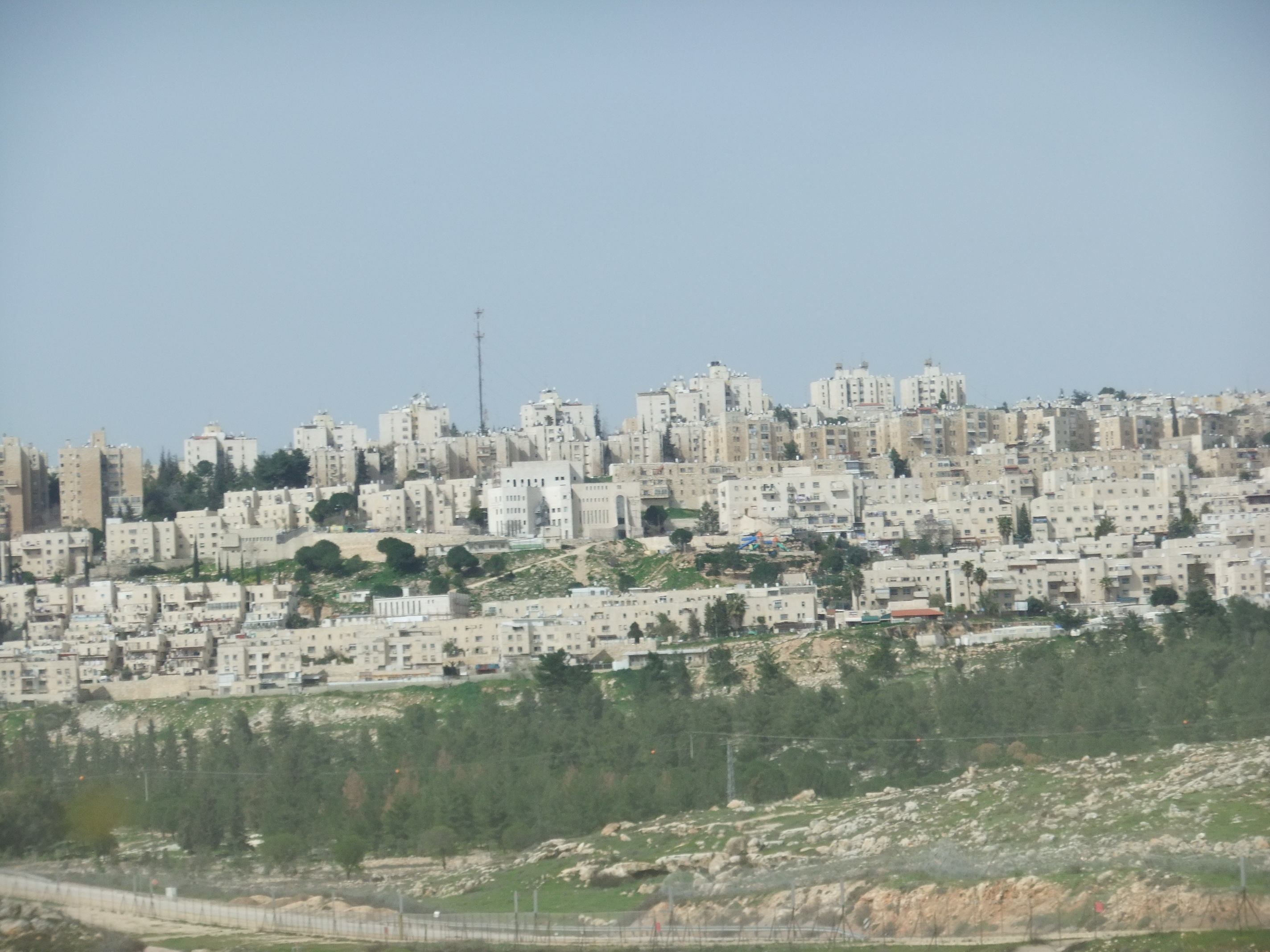
La colonie israélienne de Neve Yaakov, au nord de Jérusalem-Est.

À la fin de juin 1967, le conseil des ministres de l’État d'Israël décide unilatéralement d'augmenter le périmètre de Jérusalem-Est (soit 6 km2), en annexant 64 km2 de terres cisjordaniennes environnantes – dont 28 villages et villes arabes (comme Bethléem).
Dès le 4 juillet 1967, l'Assemblée générale des Nations unies vote une résolution déclarant l'annexion de Jérusalem nulle et non avenue,.
C'est sur ces territoires annexés en périphérie de Jérusalem-Est, dont 24 km2 sont expropriés, que sont construites les premières villes de colons israéliens. Pour cela, le gouvernement israélien crée un nouveau ministère intitulé « ministère de Jérusalem et de la tradition », qui a notamment pour but de gérer les nouveaux plans d'urbanisme.
En 1993, le gouvernement décide que la municipalité de Jérusalem sera compétente pour une superficie totale de 126,4 kilomètres carrés.

#### Loi fondamentale du 30 juillet 1980, condamnée par les Nations unies
Le 30 juillet 1980, les députés membres de la Knesset (sauf les députés arables israéliens) votent une « loi fondamentale » — qui ne peut être modifiée qu'avec une majorité qualifiée — faisant de Jérusalem la capitale d'Israël. Son statut de capitale de l'État d'Israël est ainsi officiellement réaffirmé, après la déclaration unilatérale du 31 janvier 1950, par le gouvernement israélien. Cette loi spécifique de 1980, qui concerne la totalité de Jérusalem, et ne fait plus référence aux notions de Jérusalem-Ouest et de Jérusalem-Est, est condamnée par les résolutions 476 du 30 juin 1980 et 478 du 20 août 1980 du Conseil de sécurité des Nations unies qui affirme notamment :

« affirme que l'adoption de la « loi fondamentale » par Israël constitue une violation du droit international et n'affecte pas la maintien en application de la convention de Genève (…) dans les territoires palestiniens et autres territoires arabes occupés depuis juin 1967, y compris Jérusalem »

La résolution appelle également les « États qui ont établi des missions diplomatiques à Jérusalem de retirer ces missions de la Ville sainte ».

### Proclamation de l'État de Palestine (1988)

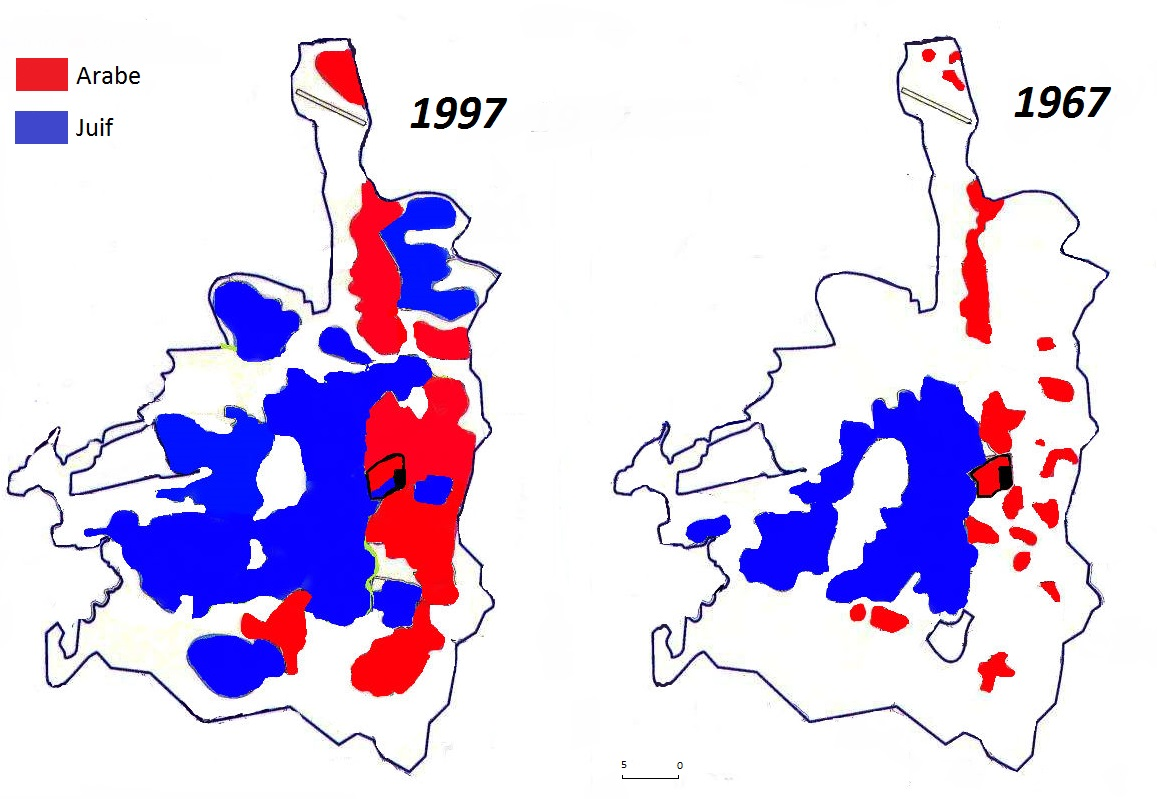
Comparaison entre les zones de population juive et arabe de « Jérusalem réunifié » en 1967 et en 1997.

Le 15 novembre 1988, le Conseil national palestinien déclare l'indépendance de la Palestine, avec Jérusalem pour capitale. Lors d'une conférence de presse internationale, le 14 décembre, Yasser Arafat souligne l'approbation par l'OLP de la résolution 181 comme base de l'indépendance palestinienne et des résolutions 242 et 338 comme base des négociations avec Israël. Il affirme également la position de l'OLP, selon laquelle Israël a le droit d'exister dans la paix et la sécurité et le renoncement absolu à toutes les formes de terrorisme. Le 15 décembre 1988, l'Assemblée générale des Nations unies adopte à 136 voix pour, 2 contre (Israël et les États-Unis) et 2 abstentions (Canada et Costa Rica), la résolution 43/176, déclarant qu'il s'agit de l'« État arabe » prévu par le plan de partage de la Palestine adopté par l'Assemblée générale de l'ONU le 29 novembre 1947. Le lendemain, elle adopte à 104 voix pour, 2 contre et 36 abstentions la résolution 43/177 qui prend acte de la déclaration et « affirme le droit au peuple palestinien le droit d'exercer sa souveraineté dans les territoires occupés depuis 1967 »,. En février de l'année suivante, 89 États reconnaissent la Palestine. Ces développements politiques se déroulent parallèlement à la première intifada commencée en décembre 1987 et en sont fortement influencés.
Jérusalem-Est appelée Al Quds (en arabe : القدس) est revendiquée depuis 1988 par les Palestiniens comme capitale de leur État. L'OLP y disposait d'une représentation semi-officielle, la Maison d'Orient, fermée de force par Israël durant la seconde intifada.
La Jordanie a quant à elle cessé ses revendications sur la ville depuis les accords de paix israélo-jordaniens de 1994, à l'exception du complexe du mont du Temple qu'elle continue de gérer (waqf), y compris après sa conquête par l'armée israélienne le 7 juin 1967.

### Expulsion progressive des Palestiniens
Pour pousser les Palestiniens à quitter la ville, chaque année depuis le début des années 2000, les autorités israéliennes rasent au bulldozers des centaines de maisons palestiniennes de Jérusalem-Est, et envoient la facture de démolition aux expulsés. Les autorités israéliennes disent détruire des constructions illégales, mais en même temps, elles refusent d'octroyer des permis de construire ; les Palestiniens peuvent seulement louer leurs logements,. Les destructions touchent aussi des centres communautaires soutenus par le gouvernement français.
Les destructions de maisons se sont considérablement accélérées. Entre 2004 et la fin de 2019,  978 maisons palestiniennes ont été détruites, mettant à la rue  3 177 personnes, dont 1 704 mineurs. En 2023, selon l'ONU, ce sont 1 175 bâtisses qui ont été détruites, et en 2024, 1 617.
Fin juillet 2024, l’organisme gouvernemental supervisant l’exécution des démolitions a été placé sous l’autorité du ministre de la sécurité nationale, Itamar Ben-Gvir, figure de l'extrême-droite israélienne.
Les autorités israéliennes font fermer en mai 2025 les écoles de l'ONU (UNRWA) destinées aux enfants palestiniens. Les forces israéliennes ont expulsé les enfants présents sur les lieux et placardé un ordre de fermeture indiquant que les écoles fonctionnaient illégalement en l'absence d' « autorisation.» Le commissaire général de l’UNRWA, Philippe Lazzarini, a qualifié cette décision de « violation du droit international », rappelant que « ces écoles sont des lieux inviolables appartenant aux Nations unies ». L’Autorité Palestinienne la qualifie de « violation du droit des enfants à l’éducation ».

## Populations

### Politique démographique israélienne

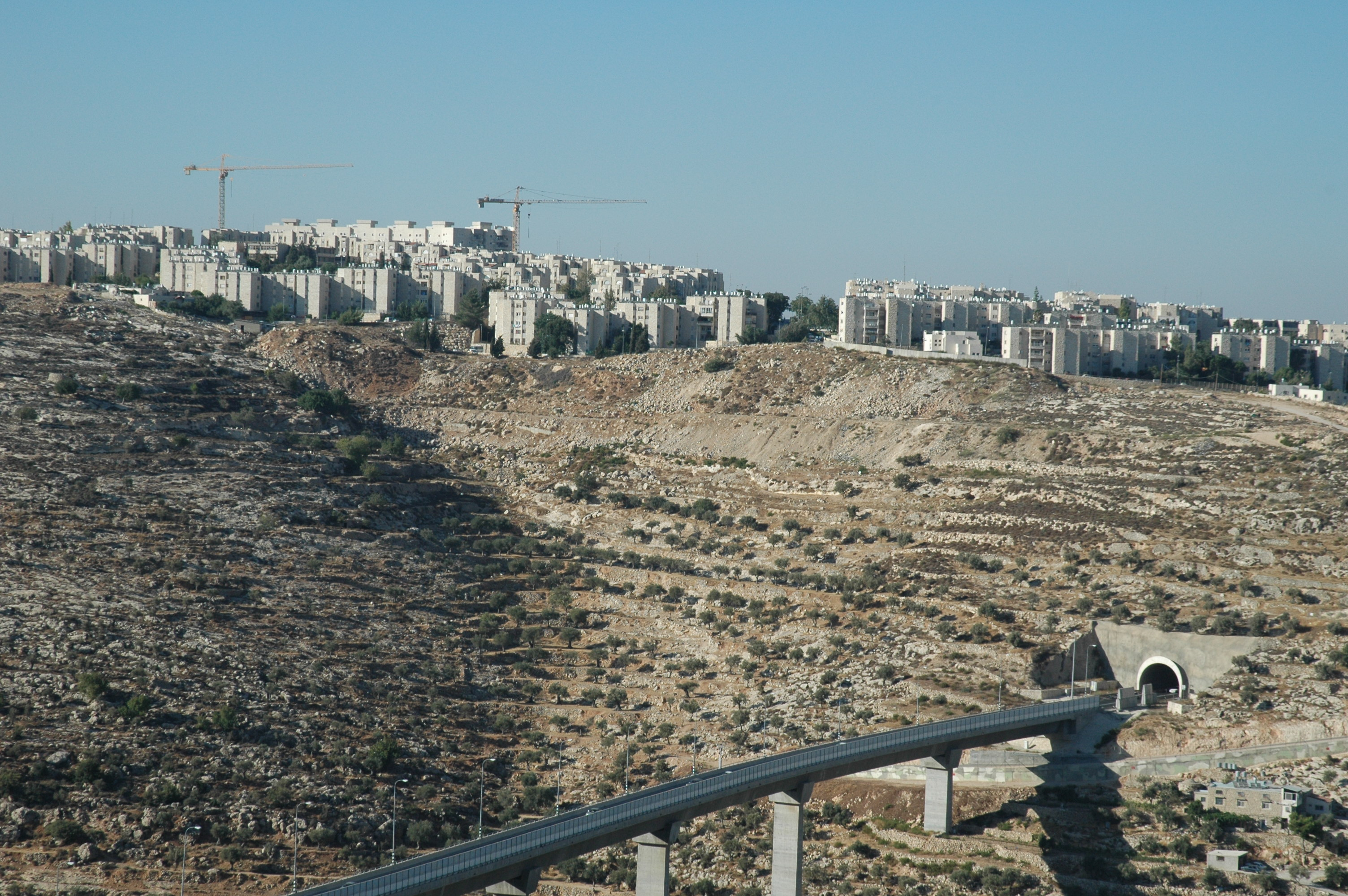
La colonie de Gilo, dans le sud de Jérusalem-Est, et la route des tunnels qui la relie aux colonies de Goush Etzion.

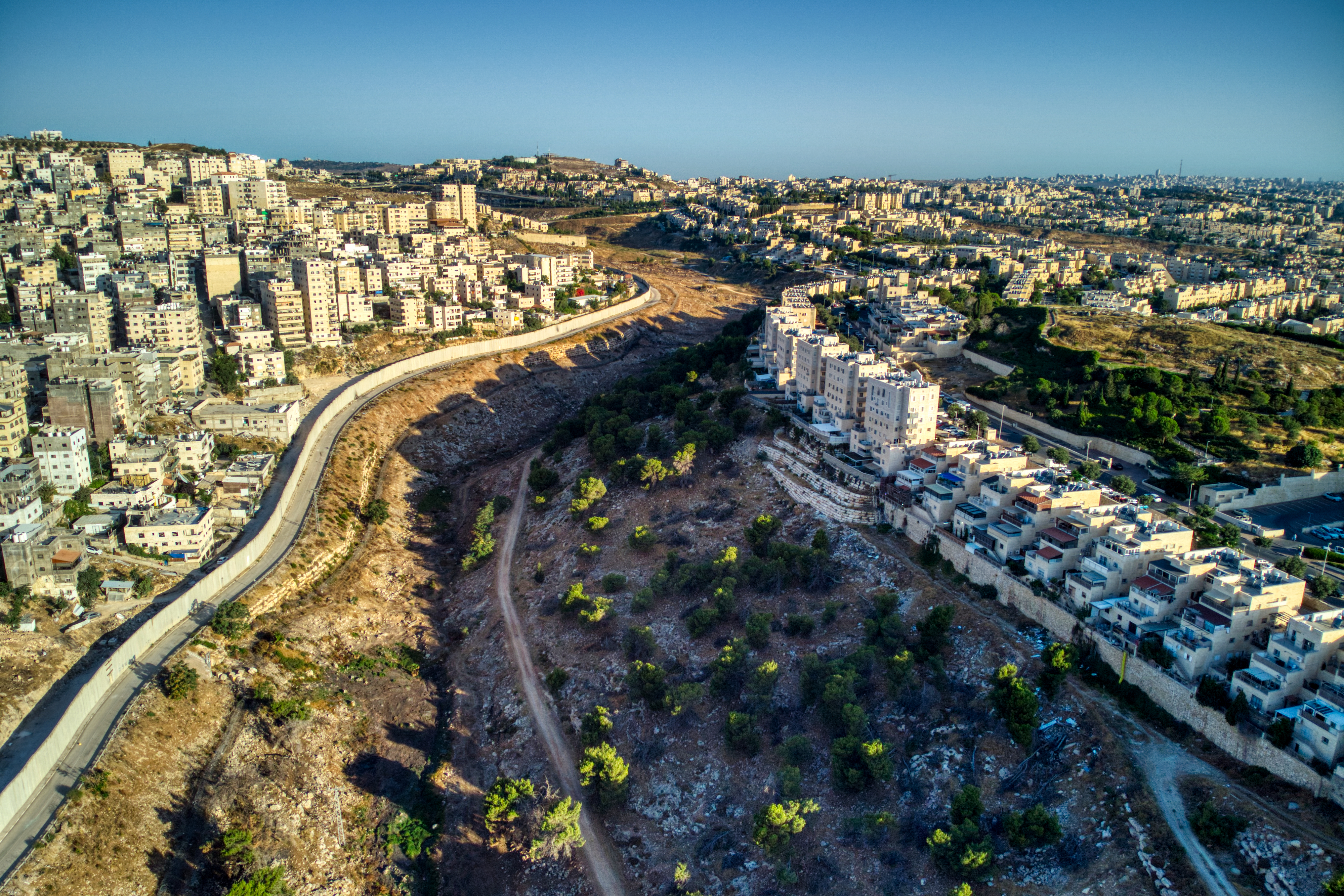
À gauche le quartier de Shuafat, encerclé par le mur de séparation israélien, et à droite la colonie israélienne de.

Pour favoriser l'implantation de populations juives, le gouvernement israélien met en place, à compter de la fin de l'année 1967, une politique de logements destinés aux nouveaux immigrants juifs et aussi aux Israéliens désireux d'avoir des facilités de logement, garanties par l’État d'Israël. Les anciens habitants non-juifs peuvent continuer à habiter Jérusalem-Est mais il n'est plus délivré par les nouvelles autorités de permis de construire pour les habitants palestiniens de Jérusalem-Est. De même, il n'est pas possible à un Palestinien de s'installer à Jérusalem s'il habite la Cisjordanie et souhaite déménager à Jérusalem-Est. Tout bien immobilier non occupé ou tout terrain vacant est considéré alors comme ne devant plus être attribué aux habitants palestiniens de Jérusalem-Est et doit être réservé aux nouveaux arrivants, tous juifs. Les habitants qui ne disposent pas de titre attesté de propriété privée sont considérés comme des occupants sans titre et sont susceptibles d'être expulsés, par décision de justice ou même à la suite d'une décision d'ordre administratif prise par les autorités israéliennes. Chaque année, depuis les années 1970, des habitants arabes de Jérusalem-Est font l'objet d'expulsions soit d'origine judiciaire soit de décisions administratives les faisant partir de leurs logements.
La population juive de Jérusalem-Est - inexistante de 1948 à 1967, en raison de son expulsion par les autorités jordaniennes - croît constamment jusqu'à atteindre 229 000 personnes, en 2023 (selon les données de l'article publié page 4 du journal Le Monde, dans son numéro daté du 21 juin 2023). En juin 1967, pour mémoire, la population arabe de Jérusalem-Est était d'environ 80 000 habitants (dont environ 25 000 chrétiens) avant la conquête et l'annexion de la partie Est de cette ville par Israël (selon les données collectées par le professeur Lemire, sur la base de recensement des autorités jordaniennes).
Les autorités israéliennes poursuivent une politique de destruction d'habitations palestiniennes qu'elles considèrent comme « illégales » puisque ces habitations ont été construites avant l'occupation israélienne. Les Palestiniens doivent démolir eux-mêmes leur maison dans les trois semaines qui suivent l'ordre de destruction. Selon l'ONG israélienne Ir Amim, cette politique vise à « judaïser » certains quartiers en expulsant leurs habitants arabes. Des organisations de défense des droits humains estiment que 20 000 maisons sont menacées de démolition à Jérusalem-Est, ce qui concernerait 140 000 personnes.

### Statistiques
À compter de 1968, il n'est plus fourni officiellement par le Bureau central des statistiques israélien, de décomptes séparés de population de Jérusalem-Est et de Jérusalem-Ouest. Toutefois, des comptages des habitants de Jérusalem-Est sont faits, soit par le Bureau palestinien de statistiques (depuis sa création en 1994), soit par des organisations israéliennes de droits de l'homme.
Fin 2008, la population de Jérusalem-Est est de 456 300 habitants, représentant environ 60 % des habitants de Jérusalem. Parmi ceux-ci, 195 500 (43 %) sont juifs (soit 40 % de la population juive de Jérusalem dans son ensemble) et 260 800 (57 %) arabes. Parmi les Arabes, 95 % sont musulmans et les 5 % restants chrétiens. Cette même année, le Bureau central palestinien des statistiques rapporte que le nombre de Palestiniens vivant à Jérusalem-Est s'élève à 208 000 habitants selon un recensement récemment achevé.

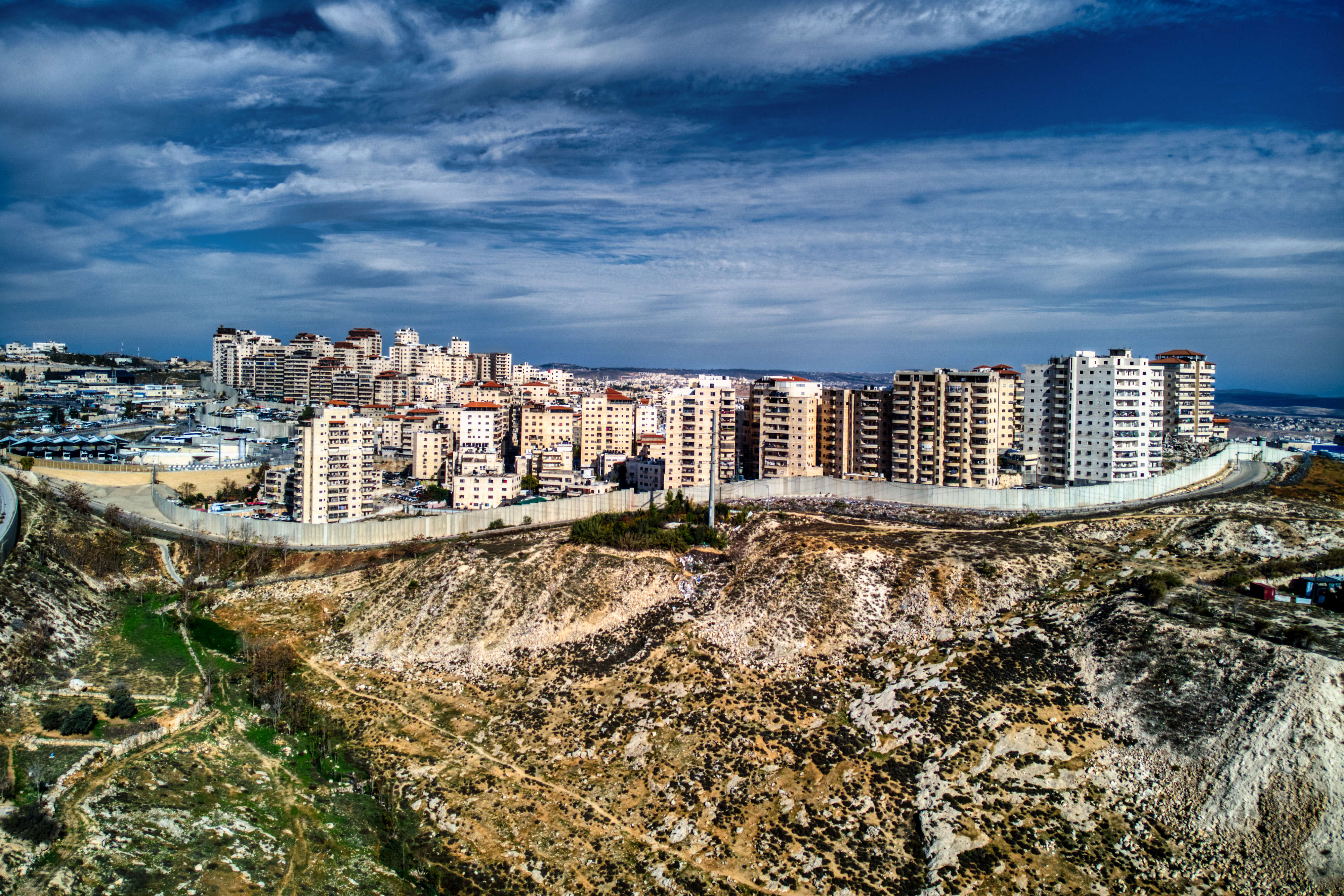
Shuafat, le plus peuplé des quartiers arabes de Jérusalem-Est, entouré du mur de séparation israélien.

Fin 2008, les principaux quartiers arabes de Jérusalem-Est comprennent Shuafat (38 800 habitants), Beit Hanina (27 900), le quartier musulman de la vieille ville (26 300), At-Tur dont As-Sawana (24 400). Les principaux quartiers juifs de Jérusalem-Est sont composées des villes nouvelles et des diverses zones abritant des colons, installés sur place depuis 1967 : Ramot (42 200 habitants), Pisgat Ze'ev (42 100), Gilo (26 900), Neve Yaakov (20 400), Ramat Shlomo (15 100) et Talpiot-Est (12 200). La vieille ville (y compris le quartier musulman déjà mentionné) compte une population arabe (musulmane et chrétienne) de 36 681 et une population juive de 3 847.

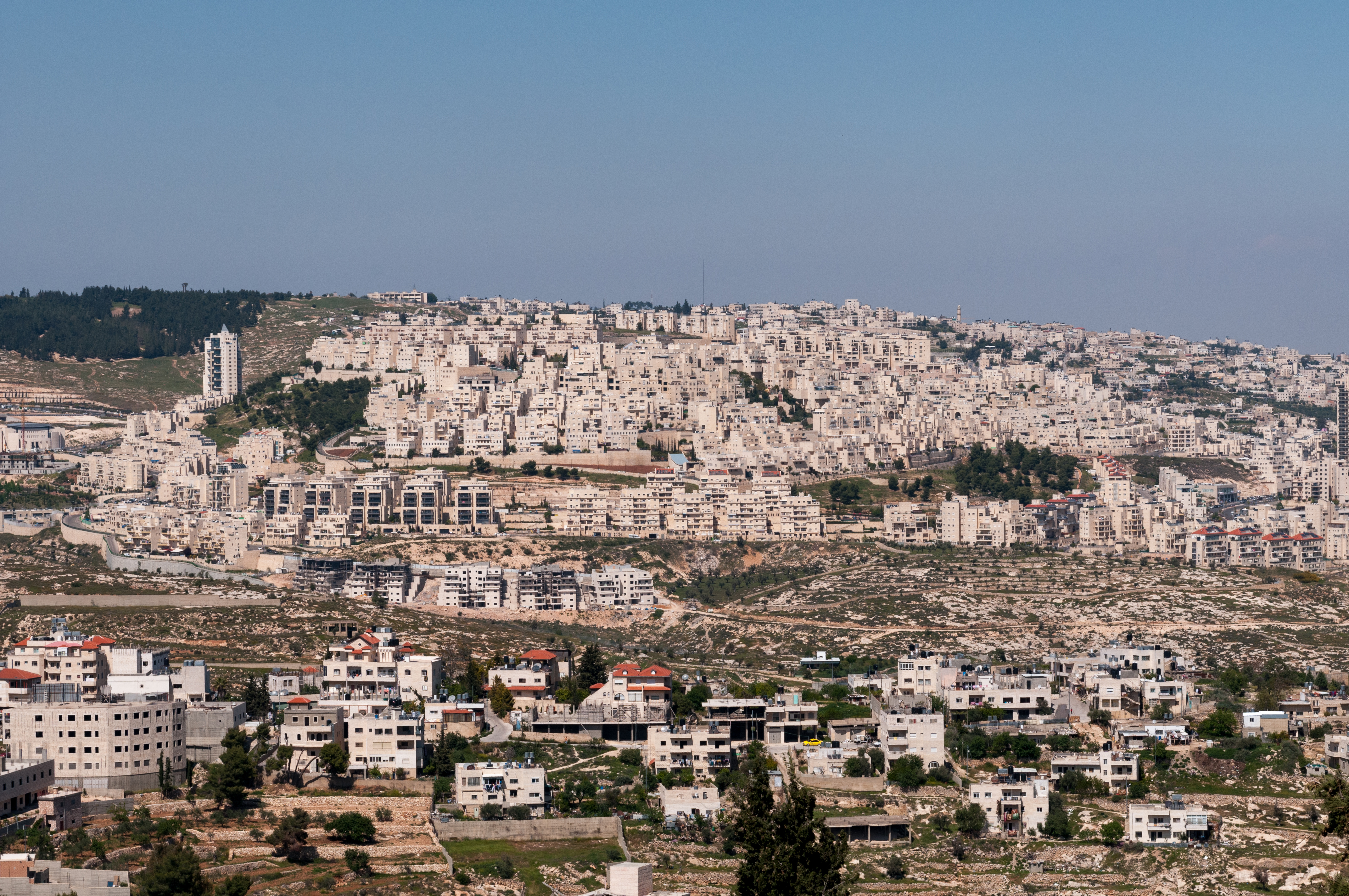
La colonie israélienne de Har Homa, dans le sud de Jérusalem-Est.

En 2016, la population de Jérusalem-Est s'élève à 542 400 habitants et représente environ 61 % de la totalité de la ville. Les habitants de Jérusalem-Est sont répartis comme suit : 327 700 Arabes (60,4 % où la quasi totalité est musulmane à plus de 96 %, les chrétiens représentant à peine 3,70 % de la population) et 214 600 Juifs (soit 39,6 % des habitants du secteur Est).
Selon l'ONG israélienne La Paix maintenant, les approbations pour la construction dans les colonies israéliennes à Jérusalem-Est ont augmenté de 60 % depuis que Donald Trump est devenu président des États-Unis, en 2017.
En 2019, le décompte total pour la municipalité de Jérusalem (sans préciser leur lieu de résidence à l'Est ou à l'Ouest de la ville des trois religions) s'élève à plus de 920 000 habitants ; quant au district de Jérusalem, il regroupe plus de 1 150 000 habitants. En janvier 2022, selon le recensement effectué par le service statistique israélien, Jérusalem compte plus de 966 000 habitants. Le million d'habitants pour la ville de Jérusalem est prévu, au cours de l'année 2024, avec l'arrivée de nouveaux habitants juifs, qui doivent s'installer dans l'ancien secteur de Jérusalem-Est et dans des anciennes communes arabes, d'avant juin 1967.
En 2019, à Jérusalem, le nombre de chrétiens s'élève à 12 900 personnes, établies dans l'ancienne zone de Jérusalem-Est, selon le recensement de la population publié le 21 juin 2019, effectué par l'office central des statistiques israélien. La chrétienté est représentée par 13 églises locales. Le nombre de chrétiens dans la ville représente un peu moins de 10 % de l'ensemble des chrétiens en Terre sainte, qui est évalué à environ 150 000 personnes. En 2019, les chrétiens étaient environ 1,4 % des habitants de Jérusalem, Est et Ouest réunis.
Parmi les quartiers arabes de Jérusalem-Est, les quartiers Nord ont tendance à être riches, tandis que les quartiers Sud-Est abritent une population plus pauvre dont les origines sont plus souvent rurales ou tribales. Beaucoup d'Arabes les plus aisés y sont venus du nord d'Israël. Cependant, environ la moitié des Arabes de Jérusalem ont leurs ancêtres qui avaient leurs origines dans le secteur d'Hébron, en Cisjordanie.
En 2023, 229 000 Israéliens juifs sont établis à Jérusalem-Est. Lors de la conquête de Jérusalem-Est par les forces armées israéliennes, qui se déroula le 7 juin 1967, il n'y avait aucun Juif dans cette partie de la ville car les quelque 3000 Juifs qui résidaient jusqu'en juin 1948, dans la vieille ville, avaient tous été expulsés lors de la prise de contrôle de cette partie de Jérusalem par les autorités du royaume hachémite de Jordanie, royaume apparu le 25 mai 1946, étant la transformation de l'ancien Emirat de Transjordanie, créé par les autorités britanniques le 11 avril 1921.

## Droit international

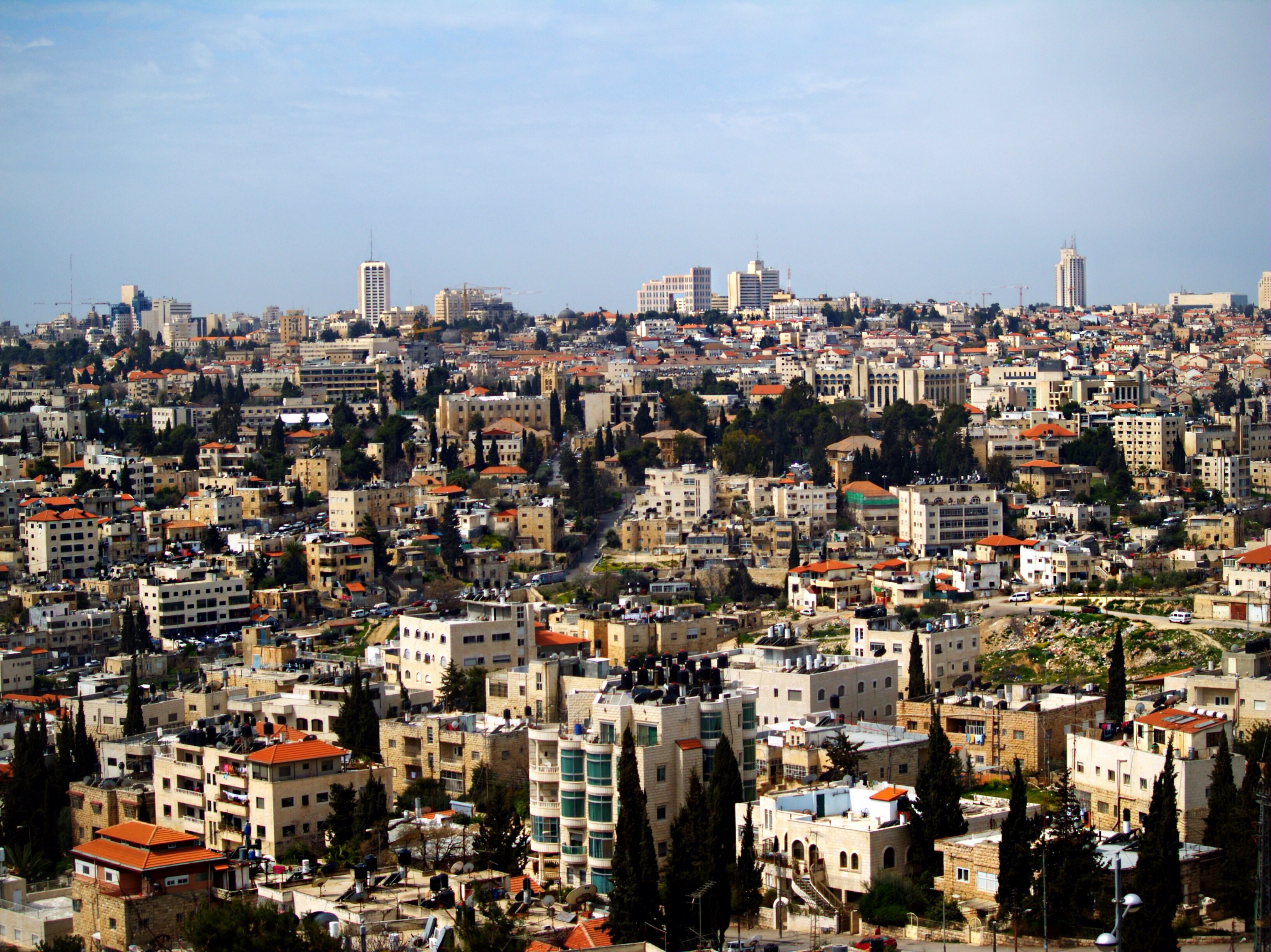
Le quartier de Cheikh Jarrah, au sein de Jérusalem-Est, avec les tours de Jérusalem-Ouest en arrière-plan (2009).

Dans un avis consultatif rendu le 9 juillet 2004 et traitant notamment des « conséquences juridiques de l'édification d'un mur dans le territoire palestinien occupé », la Cour internationale de justice fait référence à plusieurs reprises à Jérusalem-Est en tant que territoire palestinien occupé,.
Le 6 décembre 2017, le président Donald Trump, revendiquant une nouvelle approche sur le conflit israélo-palestinien, officialise la reconnaissance par les États-Unis de Jérusalem en tant que capitale de l'État d'Israël et donne des instructions pour y transférer l'ambassade,. Mais le gouvernement des États-Unis ne précise pas alors l'étendue et la compétence de l'État d'Israël, sur le territoire de Jérusalem.
Les États-Unis inaugurent officiellement leur ambassade à Jérusalem le 14 mai 2018, suivis par le Guatemala le 16 mai.
Le Haut-Commissariat des Nations unies aux droits de l'homme estime que les possibles expulsions de familles palestiniennes pour laisser place à des colons pourraient constituer des crimes de guerre. Selon la police israélienne, quinze Palestiniens ont en effet été arrêtés le 6 mai 2021 après des heurts entre forces de sécurité israéliennes et manifestants contre l'éviction de familles palestiniennes à Jérusalem. Les heurts ont éclaté à Cheikh Jarrah, un quartier de Jérusalem-Est au cœur d'une vive bataille devant les tribunaux sur le sort de familles palestiniennes menacées d'éviction au profit de colons israéliens,. La Cour suprême d'Israël devait examiner l'affaire le 10 mai, sachant que, selon la loi israélienne, si des Juifs peuvent prouver que leur famille vivait à Jérusalem-Est avant la guerre israélo-arabe de 1948, ils peuvent demander que leur soit rendu leur « droit de propriété » mais le 9 mai, cette audience est repoussée et les expulsions suspendues. Ces expulsions ont provoqué la colère des Palestiniens et un tollé au niveau international, les alliés arabes d’Israël et les États-Unis ayant exprimé leur inquiétude à ce sujet ; des heurts opposent Palestiniens et police israélienne. Finalement, en octobre 2021, la Cour suprême d'Israël propose un compromis par lequel « les familles palestiniennes seront considérées comme des résidents protégés pendant 15 ans ou jusqu’à ce qu’un autre arrangement soit trouvé. ».
Depuis le début de l'année 2023, la Cour internationale de justice (CIJ) de La Haye est saisie au sujet du statut de l'occupation des territoires palestiniens (Jérusalem-Est et Cisjordanie) par Israël. Cette saisine fait suite d'ailleurs à la résolution de l'assemblée générale des Nations unies, adoptée le 30 décembre 2022, par 87 États, avec 53 abstentions (dont celle de la France) et 26 votes contre. La procédure actuelle pourrait déboucher en 2024 sur une décision ou avis de la CIJ.

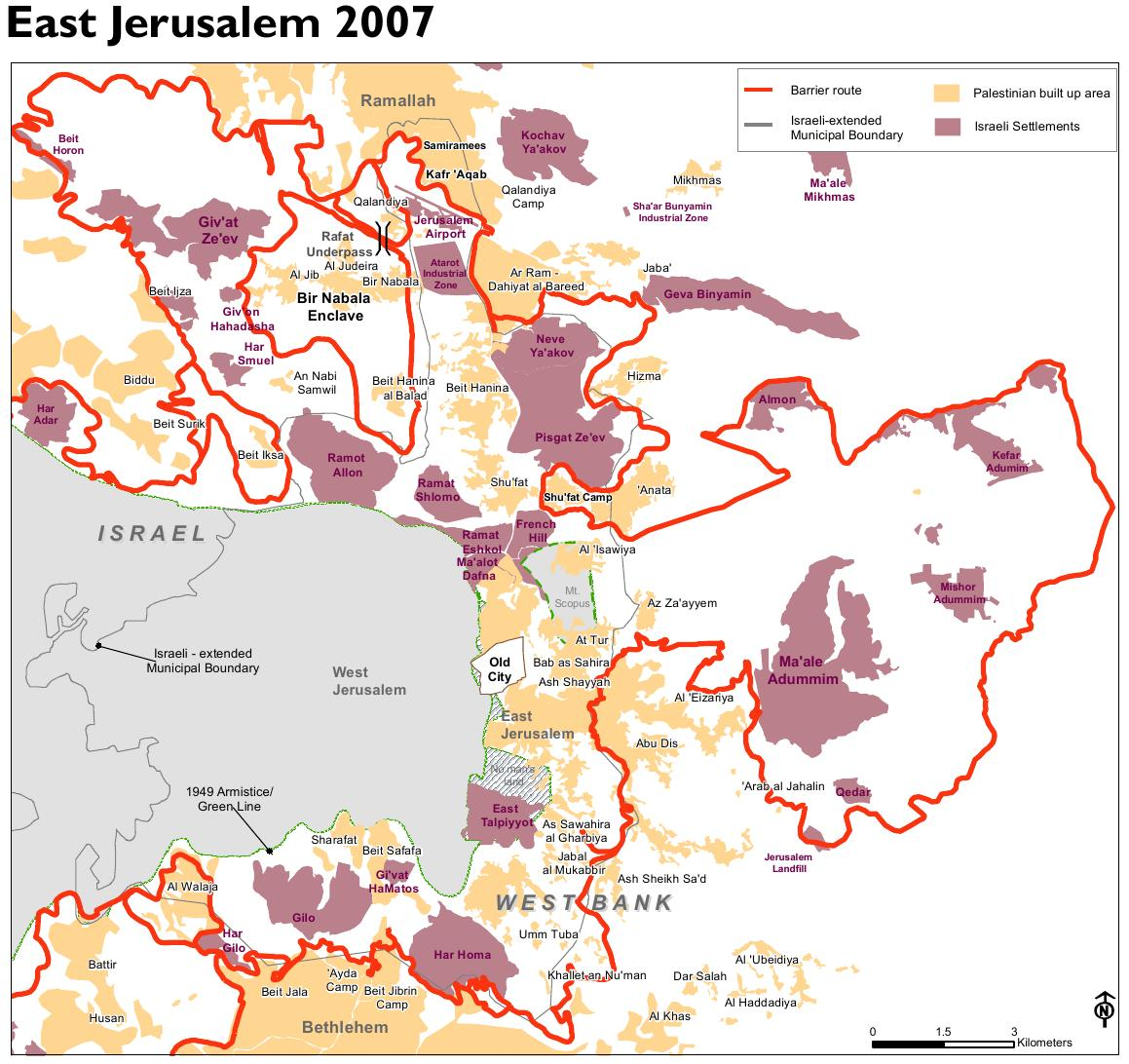
Tracé du mur de séparation israélien à Jérusalem-Est en 2007.

L'avis qui sera rendu par les juges ne sera pas contraignant mais la voix des juges portera, selon les juristes internationaux. Auparavant, cette même Cour avait déjà rendu un avis juridique sur le conflit israélo-palestinien le 9 juillet 2004, au sujet du mur de séparation construit par l'État d'Israël, à l'intérieur des territoires palestiniens occupés, depuis juin 1967. Les juges de la CIJ avaient alors déclaré illégal ce mur et avaient ordonné son démantèlement. Mais cette décision n' avait pas été suivie d'aucun effet, même si les États parties à la CIJ avaient l'obligation de faire respecter par Israël cet avis, ignoré aussi bien par l'État juif que par tous ses partenaires occidentaux. Les Palestiniens n'ont pas oublié ce fait et une nouvelle décision en leur faveur donnerait du poids aux voix, nombreuses, qui considèrent que les Palestiniens sont soumis à un régime d'apartheid. Le fait que la CIJ ait reçu 57 contributions des différents pays reconnaissant sa compétence constitue un record depuis la création de la Cour en 1945. C'est également la démonstration que la question de la légalité de l'occupation israélienne des territoires palestiniens occupés (y compris Jérusalem-Est) demeure centrale sur la scène internationale.

### Statut des habitants
Après la conquête de Jérusalem-Est le 7 juin 1967 par l'armée israélienne, les habitants arabes de Jérusalem-Est, qui étaient de juin 1948 à juin 1967 des ressortissants jordaniens, ne le sont plus, de même que les habitants des 28 villages arabes annexés en Cisjordanie par Israël, à la périphérie de la ville. En 2025, Jérusalem-Est et la zone annexée compte 350 000 Palestiniens et 209 000 colons israéliens.
Les Palestiniens y disposent du statut particulier de « résidents », à moins qu'ils ne demandent la citoyenneté israélienne, ce que la quasi-totalité des habitants de l'ancien secteur jordanien a toujours refusé. En effet, un très petit nombre de Palestiniens de Jérusalem-Est - 1 800 en 2020 - soit environ 0,05 % de l'ensemble de la population arabe habitant Jérusalem-Est, soit plus de 327 000 personnes en 2016 - a demandé la nationalité israélienne.
Ce droit de résidence permanente est révocable. Entre 1967 et 2022, environ 14 800 Palestiniens ont perdu ce statut. Afin de le conserver, les Palestiniens doivent prouver que Jérusalem est leur « centre de vie ». Pour les expatriés, comme par exemple les jeunes partis étudier à l'étranger, cela implique de revenir souvent à Jérusalem par crainte de perdre son statut.
Le statut de résident n'inclut pas de droits politiques à l'exception du droit de vote aux élections municipales, mais pas aux élections législatives : en conséquence, ils n'ont pas de députés à la Knesset, le parlement de l'État d'Israël. De même, les résidents payent depuis 1968 leurs impôts à l’État juif et bénéficient de tous les droits sociaux dont l'accès au système de santé israélien.
Ne disposant que d'une carte de résident accordée par Israël depuis juin 1967 ou de leur titre d'identité jordanien obtenu avant juin 1967, pour les habitants nés avant 1967, ils n'ont pas droit à un passeport délivré par l'État juif. Ils ont donc besoin d'une autorisation du ministère de l'Intérieur israélien pour traverser les frontières, y compris vers la Cisjordanie. De même, en cas de mariage, si le conjoint n'est pas originaire de Jérusalem-Est, comme pour les Palestiniens de Cisjordanie, il lui est interdit d'y résider.

## La ligne verte

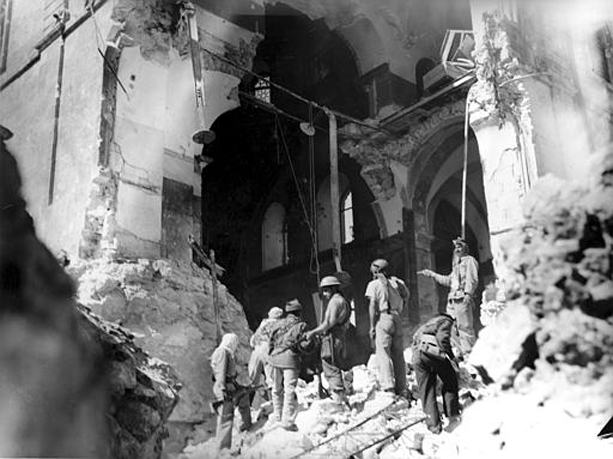
Soldats de la Légion arabe jordanienne dans les ruines de la synagogue Tiferet Israel, secteur de Jérusalem-Est, le 21 mai 1948

La qualification de « Jérusalem-Est » doit s'entendre « à l'est de la ligne verte » et non « à l'est de Jérusalem » car la plupart de ses quartiers ne sont pas situés à l'est de la ville, mais au centre avec la vieille ville ou au nord (par exemple Cheikh Jarrah) ou au sud (par exemple Jabel Mukaber (en)). À l'est de Jérusalem, se trouvent le mont des Oliviers et son grand cimetière juif ainsi que des institutions religieuses chrétiennes et de nombreuses mosquées.
La frontière qui séparait Jérusalem entre la partie Ouest et la partie Est, appelée ligne verte, fut la conséquence de la première guerre israélo-arabe (1948-1949) ; cette ligne de démarcation n'existait pas avant la fin des hostilités entre Israéliens et Jordaniens en mai 1948 et les accords d'armistice entre les deux États du 3 avril 1949. Initialement prévu pour faire partie d'un district sous juridiction internationale (ou corpus separatum incluant également la ville de Bethléem), selon la résolution adoptée le 29 novembre 1947 par l'assemblée générale des Nations unies qui comptait alors un total de 53 pays membres et où 33 États votèrent en faveur de la création des deux États, l'un juif, l'autre arabe et d'une zone internationale, notamment Jérusalem et Bethléem (13 pays ont voté contre et 10 s'abstiennent, le Siam étant par ailleurs absent, au moment du vote).
Dès cette résolution, Jérusalem fut le lieu de nombreux combats et un enjeu lors de la première guerre entre Israël et la Jordanie, en 1948.
La partie Ouest, conquise par les forces israéliennes avant la fin du mois de mai 1948, fut annexée par Israël avec reconnaissance de facto d'une partie de la communauté internationale ; c'est dans ce secteur que furent établis la présidence de l'État d'Israël, la Cour suprême, les ministères, le siège des fédérations de kibboutz et de moshav, le siège de la radio-télévision publique, la direction générale de la police, le musée d'Israël, etc. La partie Est, qui fut conquise par la Légion arabe commandée par Glub Pacha, au service de la Jordanie, fut annexée par le royaume hachémite de Jordanie en 1950 avec une reconnaissance officielle par la Grande-Bretagne et deux pays arabes (Irak et Pakistan), les autres pays prenant seulement acte que Jérusalem-Est était devenue depuis l'armistice du 3 avril 1949 de facto une partie du royaume hachémite de Jordanie.
Les Jordaniens ont perdu le contrôle total de Jérusalem-Est dès le 7 juin 1967 et de toutes les villes et villages en Cisjordanie après le 10 juin 1967. Les dirigeants israéliens considèrent alors que Jérusalem est une ville « réunifiée », notamment par la loi du 27 juin 1967 relative au statut et à l'accès de Jérusalem ; les autorités israéliennes augmentent notamment la superficie de la ville de plus de 72 kilomètres carrés (la nouvelle superficie de Jérusalem étant alors d'environ 110 kilomètres carrés) et ils proclamèrent alors la ville comme étant « Capitale éternelle et indivisible d'Israël ». Quant à la Loi de Jérusalem adoptée par la Knesset le 30 juillet 1980, par la quasi-totalité des députés (sauf par les députés arabes), elle est une loi dite « fondamentale » relatif à l'État juif : elle ne peut être modifiée sans un vote majoritaire du nombre des députés, soit par un vote d'au moins 61 députés (rappel : la Knesset compte depuis les premières élections législatives israéliennes le 25 janvier 1949 120 membres). L'appellation Jérusalem-Est est toujours utilisée par l'ONU qui ne reconnaît nullement l'annexion de la partie de la ville conquise par les parachutistes israéliens au début de la guerre des Six Jours. En 2024, la superficie de Jérusalem est de 126 kilomètres carrés, 
Le gouvernement israélien ne fait aucune distinction entre les deux parties de la ville depuis la conquête par son armée de Jérusalem-Est, depuis juin 1967. Dans des documents israéliens d'avant ce mois de cette année, il était mentionné les mots « East Jerusalem ».
Jérusalem-Est est en revanche considérée comme un territoire occupé par les diverses structures dépendant de l'ONU et par la quasi totalité de ses États membres. La résolution 478 du Conseil de sécurité des Nations unies adoptée le 20 août 1980 présente l'annexion par Israël de cette partie de Jérusalem comme une violation du droit international et ce, depuis sa conquête par les forces armées israéliennes le 7 juin 1967 au matin, lors de la Guerre des Six jours.

## Richesses de la vieille ville
Jérusalem-Est est particulièrement riche :
Sur un plan religieux, symbolique et historique
- Pour le judaïsme : c'est là que se trouvent l'ancienne cité de David, Sion ; le mont du Temple et le Mur occidental (dit « mur des Lamentations »), vestige de l'ancien Temple juif -lieu le plus saint du judaïsme - qui occupait toute l'esplanade ; le cimetière du mont des Oliviers, départ attendu de la résurrection des morts lors de la fin des temps ; l'ancien quartier juif de la vieille ville[73].
- Pour le christianisme : c'est là que se trouvent le Saint-Sépulcre (le Golgotha et la basilique de la Résurrection) ; le Cénacle (lieu de la Cène, de la Pentecôte, etc.) ; les sanctuaires du mont des Oliviers (Gethsémani, dôme de l'Ascension et, au-delà, Béthanie) ; l'église Sainte-Anne et des souvenirs d'un miracle du Christ ; des sanctuaires mariaux (nativité de Marie, Dormition, Assomption) ; le mont du Temple ; le lieu des martyres de Saint-Étienne et Saint-Jacques ; les quartiers chrétien et arménien de la vieille ville.
- Pour l'islam : c'est là que se trouvent l'esplanade des Mosquées (Al-Aqsa) qui est le troisième lieu saint de l'islam et qui comprend différentes mosquées dont la mosquée Al Qibli et le dôme du Rocher, lieux de prières, souvenirs liés à Abraham et à Mahomet qui s'y rendit en songe, et lieu où est attendu le Jugement dernier.

## Galerie

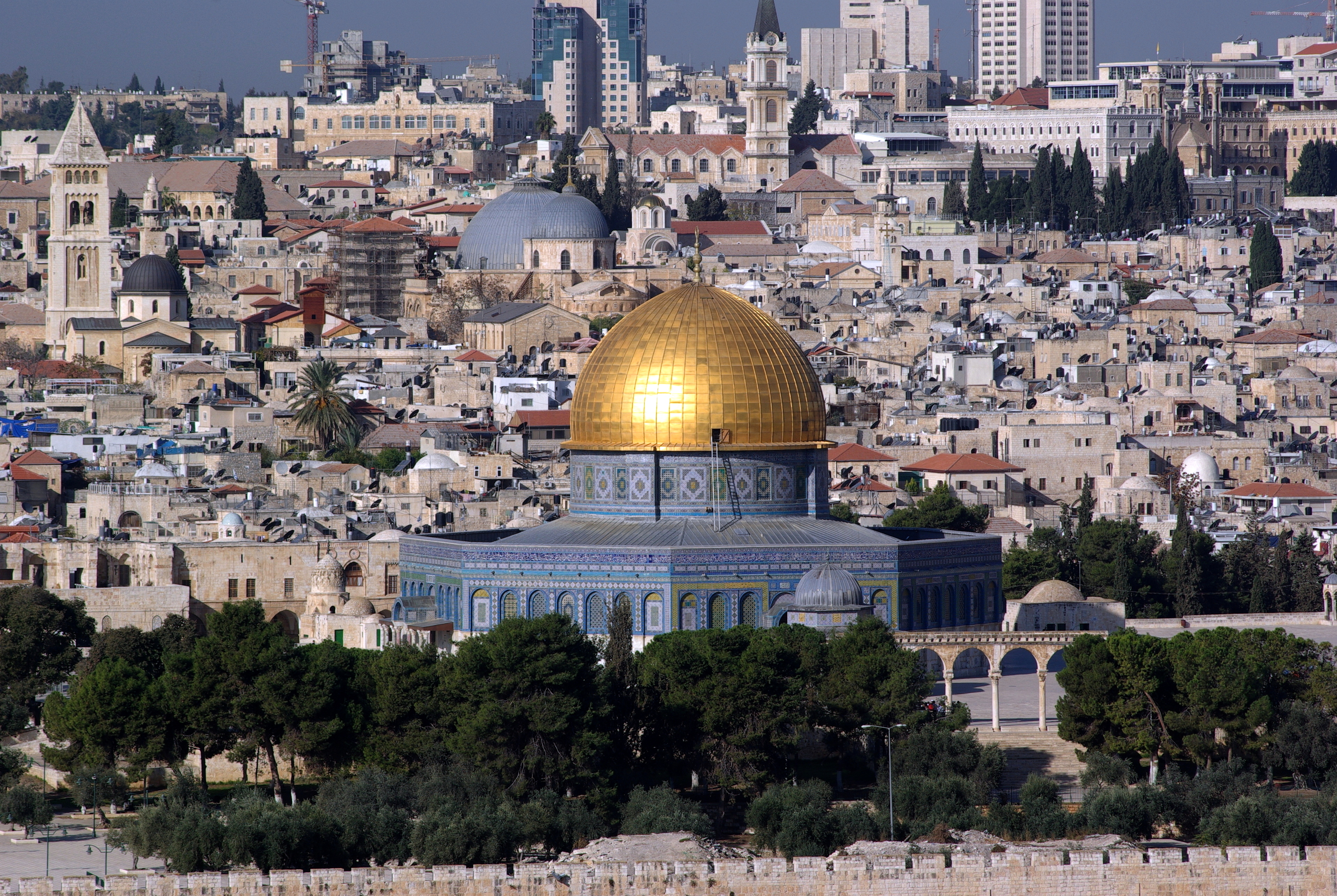
Le dôme du Rocher sur le mont du Temple ou Esplanade des Mosquées.
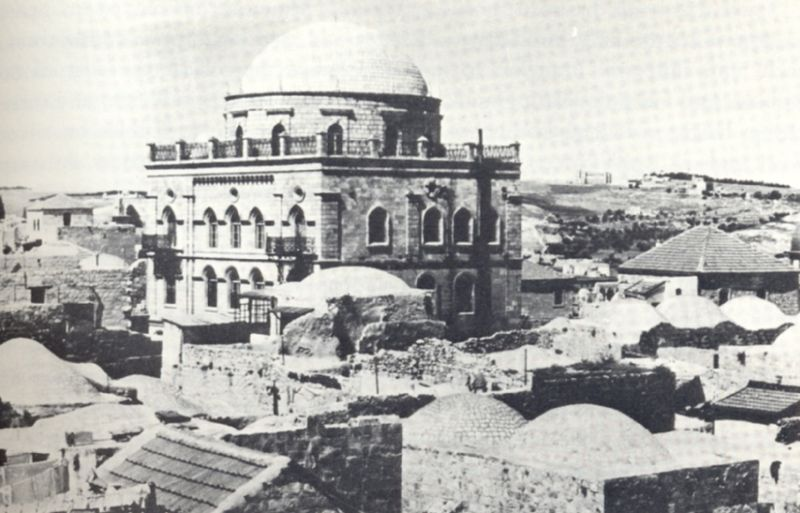
Synagogue Tiferet Israel construite entre 1857 et 1871 dans la vieille ville et détruite en 1948 par les forces armées jordaniennes (photo datant de 1940 environ).
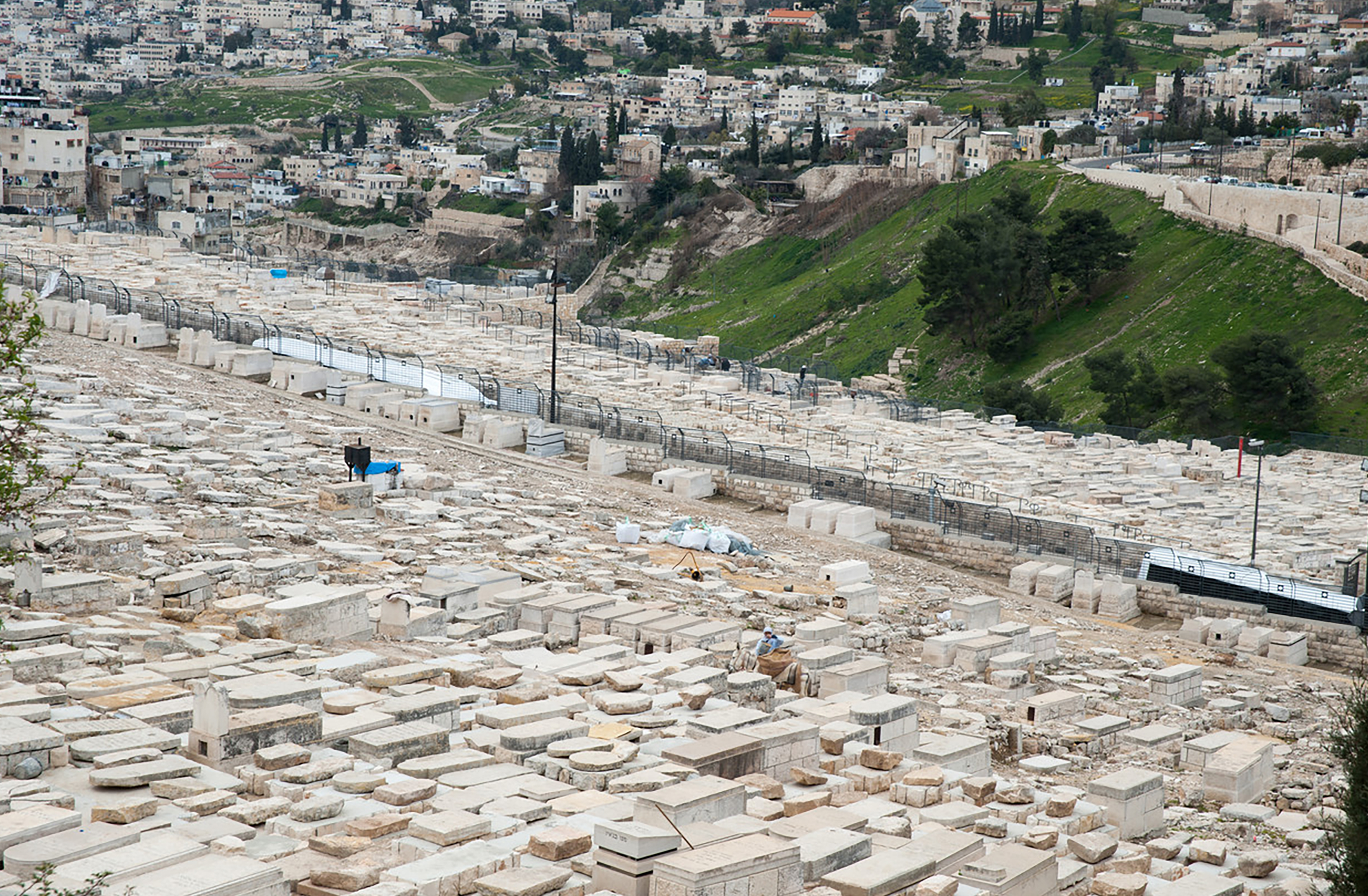
Vieille ville et mont des Oliviers
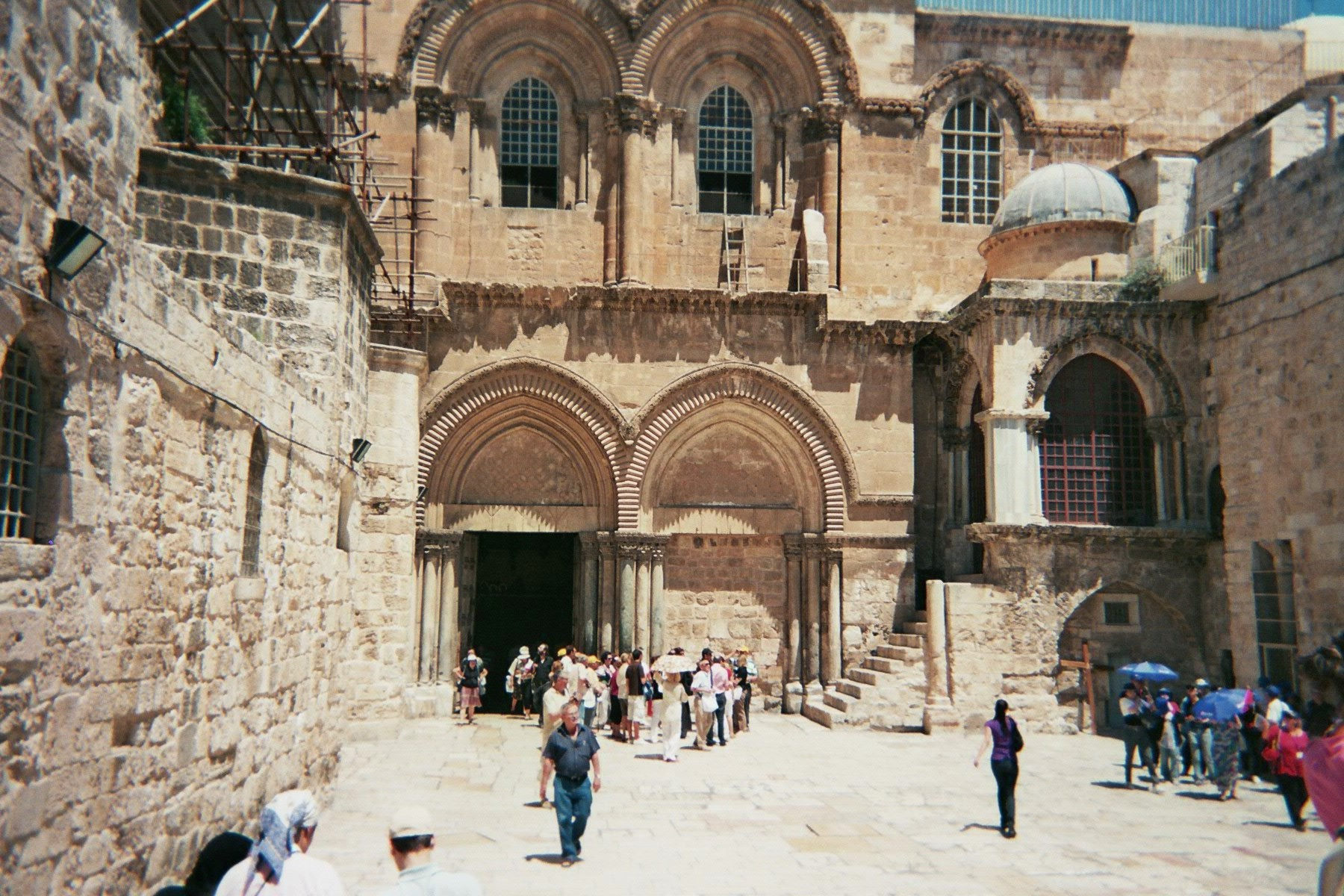
Eglise du Saint Sepulcre où se trouve le tombeau du Christ
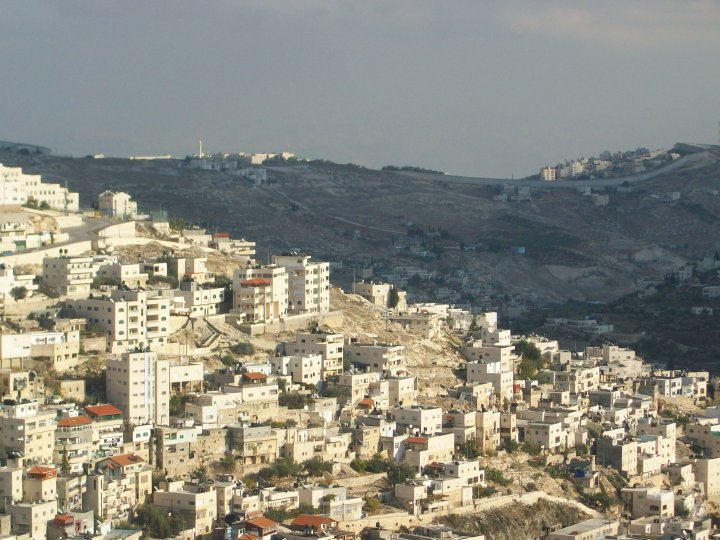
Jérusalem-Est et le mur de séparation, construit par les Israéliens, après 2002, en arrière-plan.

## Villes jumelées
Jérusalem-Est (représentée par son gouverneur nommé par l'Autorité palestinienne) est jumelée avec :
- Dakar (Sénégal) ;
- Fès (Maroc) depuis 1982 ;
- Rabat (Maroc) depuis 2012.

En 2005, des accords ont été signés entre l'Autorité palestinienne et l'Algérie pour jumeler Jérusalem-Est avec Skikda.

### Coopération décentralisée
Belfort a développé des projets de coopération avec le centre culturel français de Jérusalem-Est « Chateaubriand » pour poursuivre des coopérations éducatives et culturelles et aussi avec l'université palestinienne Al Quds de Jérusalem-Est (2007 et 2008), le Conservatoire Edward Saïd de Jérusalem en 2011 et l'école de filles du camp de réfugiés de Shu'fat.